# احمدآباد (مه‌ولات)
احمدآباد، روستایی از توابع بخش شادمهر شهرستان مه ولات در استان خراسان رضوی ایران است.

## جمعیت
این روستا در دهستان مه ولات شمالی قرار دارد و براساس سرشماری مرکز آمار ایران در سال ۱۳۸۵، جمعیت آن ۱٬۱۶۵ نفر (۲۵۶خانوار) بوده‌است.
و طبق سرشماری ۱۳۹۵ جمعیت این روستا ۱۴۱۳ نفر بوده‌است.

## قلعه چهل دختر احمدآباد
بقایای این اثر تاریخی بر فراز ارتفاعات مشرف بر روستای احمدآباد شهرستان مه ولات و از نظر موقعیت در ۸ کیلومتری شمال غربی روستا قرار دارد. از خیل ابنیه فضای داخلی این قلعه که در قرون و سده‌های گذشته وجود داشته خبری نیست اما بقایای معماری آن منحصر به حصارهای سنگی در نمای بیرونی بنا است. ساختار معماری این قلعه فاقد برج نگهبانی بوده و احتمالاً جزء قلاع اسماعیلیه در این منطقه به‌شمار می‌رود که هم‌اکنون نیز باقی است و جزء آثار تاریخی به‌شمار می‌رود.
وجود این قلعه باعث آباد شدن این منطقه گردیده و حتی در اطراف این قلعه مزارع کشاورزی پسته و نیز بندهای آبی توسط اهالی احداث شده‌است.
از نظر آب و هوا این قلعه تابع فصول سال می‌باشد. اما در کل آب و هوای معتدل و نیمه گرم دارد.
در همجواری آن چشمهٔ آبی وجود دارد که میزان دبی و آبدهی آن به مرور کاهش یافته به همین دلیل برای مدیریت آب آن استخر آبی در مسیر این چشمه احداث گردیده‌است.
اطراف این استخر درخت‌های کهنسالی و جوانی چون توت، اقاقیا و سایر درختان بومی رویده است. و مکان مناسبی برای استراحت و تفریح می‌باشد.

## اطلاعات کشاورزی
کشاورزی در روستای احمدآباد به دو صورت زراعت- باغداری و دامداری صورت می‌گیرد که هریک از این زیرمجموعه‌ها را جداگانه بررسی خواهیم کرد:

### زراعتوباغداری
با توجه به اقلیم منطقه محصولات متنوعی در روستا به عمل می‌آید. در واقع مهم‌ترین محصولات کشاورزی این روستا شامل گندم، جو و زعفران می‌شود.
باغداری و به ویژه کشت انار و پسته نیز به وفور در بین باغداران وجود دارد.
روش آبیاری مزارع به صورت غرقابی می‌باشد.
در این منطقه بهره‌برداری عمدتاً خانوادگی بوده و نیروی یدی نقش اصلی را در تمام مراحل کاشت، داشت و برداشت ایفا می‌نماید.

### دامداری
دامداری در روستای احمدآباد به شکل چکنه ای و سنتی انجام می‌شود و دامداران در روستا ساکن بوده و در حقیقت یکجانشین هستند. دامداری به شیوه رمه گردانی روستایی در روستا وجود دارد. نژاد گوسفندان از نوع بوری بوده درصد کمی از دامها را بز تشکیل می‌دهد. گاوهای موجود نیز از نژاد دورگ و بومی هستند. تعداد دام اغلب خانواره بین ۱۰ تا ۶۰ راس متغیر بوده و خانوارهای روستایی برای تأمین شیر و گوشت موردنیاز خود اقدام به نگهداری تعدادی بز و گوسفند می‌نمایند.
فامیل‌های بومی احمداباد:رمضانی، اسماعیل زاده، کلاهدرازی، احمدی، فیروزه، سالاری و…
شرایط آب و هوایی احمد آباد گرم و خشک است